# Wilson Monti Grané
Wilson René Monti Grané (25 de Mayo, 13 de junio de 1919 - Florida, 25 de julio de 1999) fue un investigador, docente, médico veterinario, estudioso de la historia local, divulgador científico en temas de salud, biología y ecología; conferencista, activista, político y escritor uruguayo.

## Trayectoria
Maestro egresado del Instituto Normal «Joaquín R. Suárez», ejerció en el barrio Villa Muñoz de Montevideo. Médico veterinario, docente de Biología, docente honorario del Instituto Magisterial, creador de los cursos del Liceo Nocturno en su ciudad, Florida; docente de Zootecnia de la Escuela Agraria de Florida y su fundador; director del Liceo Departamental (1967-1968). Dictó centenares de conferencias gratuitas a estudiantes de todos los niveles.

### Emprendimientos
- En la década del 40 contribuyó a la fundación del Club Social Florida de Montevideo, institución prestigiosa que alcanza trascendencia (hoy en peligro de desaparición por graves errores de gestión) y de la que fue su primer secretario; allí fundó también un comedor para estudiantes floridenses con apoyo de la institución Caritas.
- El 5 de setiembre de 1944 asumió como concejal en la Intendencia de Florida, como consecuencia de su militancia política batllista con el Partido Colorado.
- En marzo de 1945 fundó la Asociación de Empleados y Obreros Municipales de Florida (ADEOM) y participó de la creación de la Federación de Empleados y Obreros Municipales.
- Impulsó el proyecto de ley que creó el impuesto a las transacciones de semovientes, principal recurso de los gobiernos departamentales.[2]

### Logros
- Impulsó el trámite para la enajenación estatal del predio ubicado en Florida, en la esquina de Gallinal e Ituzaingó, donde se ubica el Predio Histórico (lugar en el que se declaró la independencia del Uruguay), cuando estaba por ir a remate público.[3]
- Promovió la compra por parte de la Intendencia de Florida del terreno en Batlle y Ordóñez esquina Herrera, con el propósito de construir viviendas para funcionarios municipales.
- Además de concejal (1964-1967) fue funcionario municipal: director de Abasto (1944-1959) y director de Higiene (1986-1988).
- Participó en la reconstrucción del Matadero Municipal, colocando un horno esterilizador de carne y vísceras enfermas.
- Creó el horario nocturno para la Biblioteca Municipal de Florida.
- Promovió e instaló el ramal de agua corriente en el Cementerio de Florida.
- Promovió la creación del Teatro de Sarandí Grande, la segunda ciudad más grande del departamento de Florida.
- Creó la dirección de Higiene de la Intendencia de Florida y contribuyó a la creación de la Farmacia Social en el área de los servicios médicos.
- Junto al arquitecto Juan Antonio Scasso y el botánico Atilio Lombardo gestionó la remodelación de la Plaza Asamblea, del Teatro de Verano, del Vivero Municipal y del parque de la Piedra Alta.
- Contribuyó a la creación del liceo de 25 de Mayo, Florida.
- Con un grupo de floridenses participó en el capítulo «Florida» de la Colección “Nuestra Tierra” (Editorial Nuestra Tierra), colección que dirigió el profesor del Instituto de Profesores Artigas, Germán Wettstein.
- Fundó la Sociedad de Medicina Veterinaria de Florida, de la que fue el primer presidente.
- También fundó la Comisión Honoraria de Ecología del Municipio.
- Trabajó en la Comisión de Lucha contra la Hidatidosis, contra la Tuberculosis Bobina, la Brucelosis, la Fiebre Aftosa y otras enfermedades. Fue veterinario rural por excelencia.
- Como presidente del Rotary de Florida, gestionó y negoció con el escultor José Belloni para traer el Monumento a la Madre al Prado de la Piedra Alta.
- Fue nombrado Socio Benemérito del «Sodalicio» de la Embajada de Italia y fundó la Escuela Dante Alighieri de Florida.
- Promovió la creación de la Plaza Italia en la Diagonal Guglielmetti –como descendiente de italianos- y logró que la Embajada de Italia donara el monumento a la Loba Romana, Rómulo y Remo.[4]

## Reconocimientos y distinciones

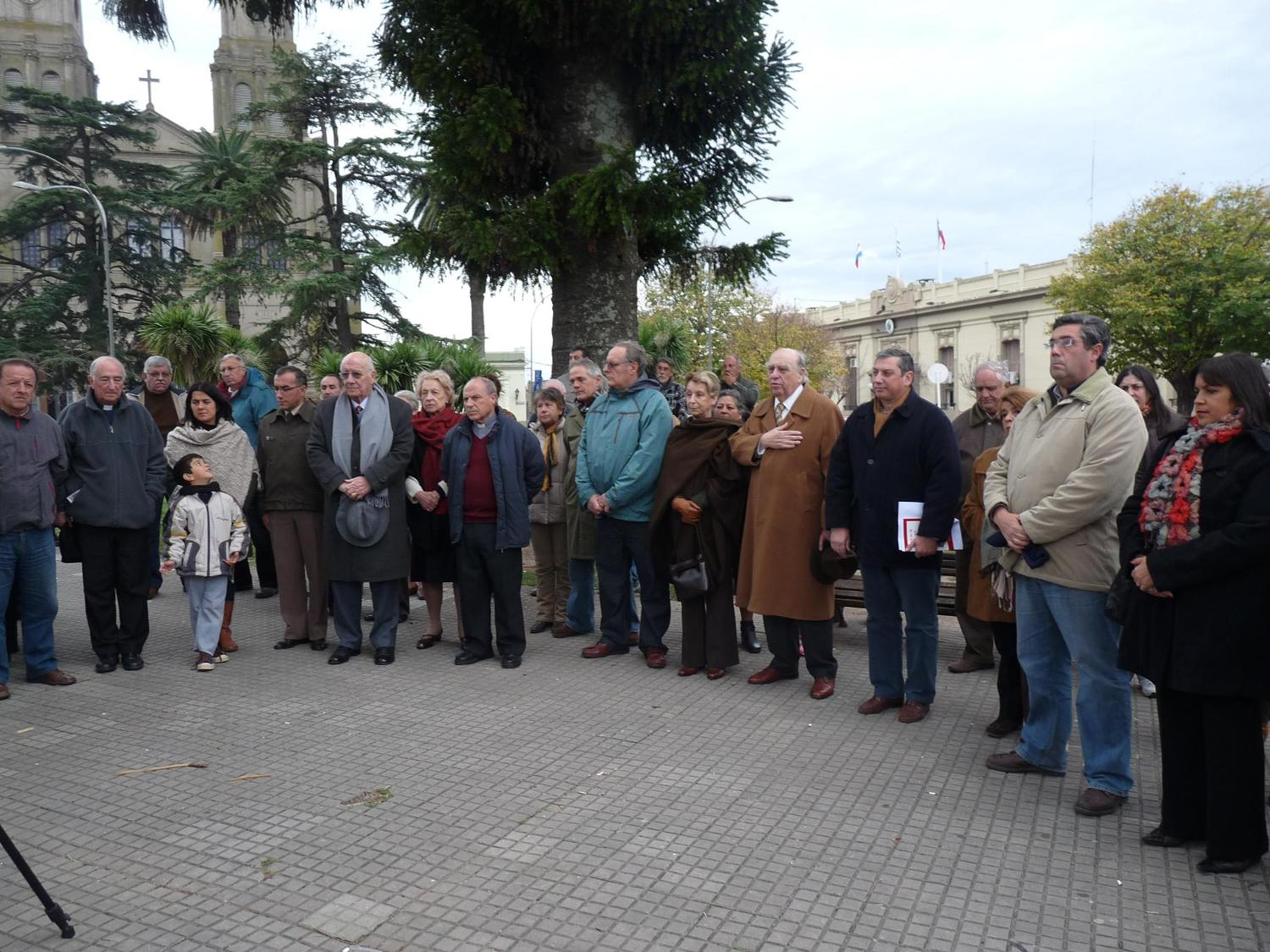
Inauguración de Floresta de la memoria en Florida, Uruguay. Reconocimiento al Dr. Monti y a Ariosto Fernández

El 18 de mayo de 2013 en la Plaza Asamblea, el intendente de Florida Carlos Enciso inauguró a través del descubrimiento de una placa la «Floresta de la Memoria», proyecto originariamente pensado por el Dr. Monti para homenajear a los floridenses notables.
En su ciudad natal, parte de una calle lleva su nombre.
El Club Social Florida de Montevideo también lleva su nombre (aunque recientemente se ha constatado que la placa fue retirada de allí), al igual que otros espacios de la ciudad capital de Florida, como la placita de ADEOM, el Corralón Municipal y parte del patio de las escuelas n.º2 (José Pedro Varela) y n.º37 (Canadá).
Al día de hoy, existe el proyecto Fundación Wilson Monti Grané, impulsado por Analía Monti (nieta) y se está llevando a cabo la digitalización de su obra escrita y de audio en el portal Autores.uy.